# Nicola Roberts
Nicola Maria Roberts (Stamford, 5 ottobre 1985) è una cantante britannica, nota per essere una delle cinque componenti del noto gruppo musicale pop Girls Aloud.

## Biografia
La sua carriera artistica inizia nel 2002, quando partecipa al reality show Popstars: The Rivals in Gran Bretagna, dal quale era stata inizialmente eliminata per poi venire ripescata in seguito all'espulsione di un'altra concorrente, Nicola Ward. Ha terminato il programma qualificandosi seconda e formando, con Cheryl Cole, Nadine Coyle, Sarah Harding e Kimberley Walsh, il gruppo pop Girls Aloud, di notevole successo in patria. Negli anni seguenti, il gruppo ha inciso svariati album e singoli di successo nel Regno Unito. La stessa Roberts ha collaborato alla scrittura di quattro tracce, mentre ha interpretato in veste solista la canzone I Say a Prayer for You, bonus track della versione britannica dell'album What Will the Neighbours Say? (2004).
Il gruppo risulta inattivo dal 2009, anno in cui le cinque componenti hanno cominciato a proporre diversi progetti individuali: a tal proposito, nel 2010 ha realizzato la sua prima linea di trucchi, Dainty Doll, ed è stata scelta come nuovo volto per Vivienne Westwood.
Nel 2011 ha avviato anche una carriera come cantante solista, pubblicando, nel mese di giugno, il singolo Beat of My Drum, che anticipa la pubblicazione del suo disco d'esordio, la cui pubblicazione è prevista per l'ottobre successivo in Regno Unito per l'etichetta discografica Polydor con il titolo Cinderella's Eyes. Nel 2020 ha fatto il suo debutto come attrice nel musical City of Angels in scena al Garrick Theatre di Londra.

## Discografia

### Album
- 2011 - Cinderella's Eyes[5]

### Singoli
- 2011 - Beat of My Drum
- 2011 - Lucky Day
- 2011 - Yo-Yo